# Diana Aguavil
Diana Alexandra Aguavil Calazacón  (Otongo Mapalí, 7 de julio de 1983) dirigente indígena ecuatoriana, es la primera gobernadora de la comunidad Tsáchila, la primera mujer en asumir el cargo tras 104 años de administraciones masculinas.
En abril de 2019 la Asamblea Nacional  la condecoró a Diana Aguavil, al mérito social, por ser la primera mujer gobernadora de nacionalidad Tsáchila, además recibió un Acuerdo Legislativo en el cual se exalta su valía, trabajo y se pondera su invariable disposición de servicio y entrega, en función del interés colectivo. Esta actividad fue en el marco de la celebración de la tradicional fiesta del Kasama, que enaltece los valores identitarios de la nacionalidad Tsáchila.